# Пршир, Юрица
Ю́рица Пршир (хорв. Jurica Pršir; род. 29 мая 2000, Загреб) — хорватский футболист, полузащитник клуба «Горица».

## Клубная карьера
Пршир — воспитанник клубов «Загреб» и «Динамо». Летом 2018 года Юрица заключил контракт со сплитским «Хайдуком», но так и не сыграл за основной состав. В 2020 году Пршир перешёл в «Горицу». 17 октября в матче против загребского «Динамо» он дебютировал в чемпионате Хорватии. 21 ноября 2021 года в поединке против «Локомотива» Юрица забил свой первый гол за «Горицу». 

## Международная карьера
В 2017 году в составе юношеской сборной Хорватии Пршир принял участие в домашнем молодёжном чемпионате Европы. На турнире он сыграл в матчах против команд Италии, Турции и Испании.